# Ministério das Telecomunicações, Tecnologias de Informação e Comunicação Social
O Ministério das Telecomunicações, Tecnologias de Informação e Comunicação Social (MINTTICS) é um departamento ministerial do governo da República de Angola. Seu atual ministro é Mário Augusto da Silva Oliveira, nomeado pelo Presidente da República João Lourenço.
O Ministério das Telecomunicações, Tecnologias de Informação e Comunicação Social, tem por missão propor a formulação, a condução, a execução e controlo da política nos domínios das telecomunicações, das tecnologias de informação, dos serviços postais, dos serviços de internet, da meteorologia e geofísica, da comunicação social, da publicidade, orientada para a conexão interna e externa do país, bem como estruturar as linhas gerais, as normas e os padrões da comunicação institucional a executar pelos diferentes Departamentos Ministeriais, com o apoio sempre que necessário do MINTTICS.

## Histórico
As raízes do ministério estão no Acordo do Alvor, que estabeleceu o Conselho Presidencial do Governo de Transição. Foi criada a pasta do Ministério da Informação em 15 de janeiro de 1975, liderada pelo ministro Manuel Rui.
O ministério foi formalmente estabelecido em novembro de 1975 como Ministério da Informação, sob comando de João Felipe Martins, havendo uma Secretaria de Estado de Comunicações a ele subordinada. O ministério foi extinto em 1976, e suas estruturas foram repassadas para Secretaria de Estado de Comunicações autônoma, sob comando de Bento Ribeiro Cabulo até 1978. Neste ano, as funções da pasta foram trasferidas para o Ministério dos Transportes e Comunicações, sendo organizada como um vice-ministério a partir de 1979, sob comando inicial de Ilídio Machado e depois de Licinio Tavares Ribeiro.
Em 1990 o vice-ministério volta a autonomia como Ministério da Informação, mudando a denominação em 1993 para Ministério da Comunicação Social (MCS). Em 1998 o MCS absorveu algumas das atribuições das comunicações ainda sob responsabilidade do Ministério dos Transportes, porém sendo criado o "Ministério dos Correios e Telecomunicações" (MCT), que ficou sob comando de sob comando de Licinio Tavares Ribeiro. Em 2004 o MCS foi transformado em Ministério das Telecomunicações e Tecnologias de Informação (MTTI), e em 2008 fundiu-se ao MCT para formar o MINTTICS.
Desde 2022 o Ministro das Telecomunicações, Tecnologias de Informação e Comunicação Social é Mário Augusto da Silva Oliveira.

### Lista de Ministros
| Ministro                        | Início | Fim      |
| ------------------------------- | ------ | -------- |
| Manuel Rui                      | 1975   | 1975     |
| João Felipe Martins             | 1975   | 1976     |
| Bento Ribeiro Cabulo            | 1976   | 1978     |
| Interregno                      | 1978   | 1990     |
| Boaventura Cardoso              | 1990   | 1991     |
| Rui Óscar de Carvalho           | 1991   | 1992     |
| Pedro Hendrick Vaal Neto        | 1992   | 2005     |
| Manuel António Rabelais         | 2005   | 2010     |
| Carolina Cerqueira              | 2010   | 2012     |
| José Luís de Matos              | 2012   | 2017     |
| João Melo                       | 2017   | 2019     |
| Nuno dos Anjos Caldas Albino    | 2019   | 2020     |
| Manuel Homem                    | 2020   | 2022     |
| Mário Augusto da Silva Oliveira | 2022   | presente |

## Órgãos tutelados
- Gabinete de Gestão do Programa Espacial Nacional
- Instituto Nacional de Meteorologia e Geofísica (Angola)
- Televisão Pública de Angola
- Rádio Nacional de Angola
- Edições Novembro
- Correios de Angola